# Horbî, Hlobîne
Horbî (în ucraineană Горби) este localitatea de reședință a comunei Horbî din raionul Hlobîne, regiunea Poltava, Ucraina.

## Demografie
Componența lingvistică a localității Horbî
     Ucraineană (94,97%)
     Rusă (2,59%)
     Română (1,36%)
     Alte limbi (0,27%)
Conform recensământului din 2001, majoritatea populației localității Horbî era vorbitoare de ucraineană (94,97%), existând în minoritate și vorbitori de rusă (2,59%) și română (1,36%).